# Kanadai választások
A kanadai parlamentnek két háza van. A kanadai képviselőháznak 308 tagja van, akiket képviselői egyéni választókerületekből választanak, maximum  ötéves  időtartamra. A kanadai Szenátusnak 105 kinevezett tagja van.
Bár több parlamenti párt is jelen van a parlamentben, Kanadában két domináns politikai párt található, a Konzervatív és a Liberális Párt, akik valamilyen formában az ország 1867-es megalakulása óta hatalmon vannak.
Történelmileg a miniszterelnök gyakorlatilag bármikor megkérhette a főkormányzót hogy hívjon össze választást, bár azt mindenképpen meg kell tennie az előző választás utáni a képviselők összehívását szolgáló irat keltétől számított öt éven belül, a jogok és szabadságok kanadai chartájának 4. szakasza alapján. Ugyanez a feltétel érvényesül a tartományokon és területeken is, bár néhány tartománynak a helyi törvényei alapján hamarabb össze kell hívni a választást. Azonban 2007-ben a Konzervatív párti többségű Parlament törvényt hozott a szövetségi választási időpontok dátumáról, mely alapján négy évente kell választást tartani ha a kormány nem veszíti el a Képviselőház bizalmát. Ettől függetlenül ez a törvény nagyrészt szimbolikus, mert nem korlátozza a miniszterelnök hatalmát arra, hogy bármikor kérhesse a Parlament felosztását, ahogy ezt jól illusztrálja, hogy a törvényt meghozó konzervatív kormány a meghatározott választási időpont előtt egy évvel választást írjon ki, anélkül hogy elvesztett volna egy bizalmatlansági indítványt.
Az ötéves időkorlát a Parlament vagy törvényhozás életére vonatkozik, azt nem tartják „megalakultnak ” a képviselők összehívását szolgáló irat keltéig. A parlament a feloszlatása pillanatában szűnik meg. Így lehetséges hogy kicsivel több mint öt év teljen el két választás között, ahogy az történt az 1930-as és 1935-ös választások között.
A választás elhalasztása is lehetséges háború, invázió vagy felkelés esetén. Ezt a lehetőséget alkalmazták hogy Robert Borden körülbelül egy évig elhalassza a választás kiírását az első világháború alatt. Azóta ezt a rendelkezést kétszer alkalmazták, mindkét alkalommal a tartományi kormányok. Ontario pár héttel elhalasztotta a választást 1918-ban a fegyverletételt követően. Saskatchewan volt az egyetlen hely ahol az általános választást eltolásával több mint öt év telt el az előző választás óta a második világháború során; a tartományban 1944-ben tartottak választást (6 évvel az előzőt követően).
A kormányok hagyományosan négy évet várnak két választás között, de Jean Chrétien Liberális Párti kormánya alatt átlagban három és fél évente voltak választások. A pártok általában csak akkor várják ki a maximális öt évet ha vereségre számítanak és abban bíznak hogy a halasztással a javukra fordulhat a helyzet.
A választásokat általában ősszel vagy tavasszal tartják. Ezzel elkerülik a téli kampány azon hátrányát hogy nehezebb szabadtéri rendezvényeket tartani, és a nyár problémáját is amikor sok kanadai nyaral.
Ha egy képviselői hely felszabadul valamiért időközi választásokat tartanak. A szövetségi kormánynak továbbá joga van a nagyobb kérdésekben az egész országra kiterjedő referendumokat szervezni. Az utolsó ilyen szavazást 1992-ben tartották a Charlottetown Accordban (Charlottetowni megállapodás) foglalt alkotmányos változásokról. Időnként egy-egy kérdés annyira meghatározza a választást hogy az virtuális referendummá válik. A legutolsó ilyen eset az 1988-as választás volt amelyről a legtöbb párt úgy tartotta, hogy az a kanadai–amerikai szabadkereskedelmi egyezményről szóló referendum.
Minden 18 év feletti kanadai állampolgár szavazhat kivéve a legfőbb választási tisztviselőt (Chief Electoral Officer) és helyettesét (Deputy Chief Electoral Officer). A választást szabályozó Canada Elections Act (Kanadai választási törvény) alapján a legalább kétéves szabadságvesztésre ítélt fogvatartottak sem szavazhatnának, de 2002. október 31-én a Kanadai Legfelsőbb Bíróság a 'Sauvé v. Canada ügyben úgy határozott hogy ez a rendelkezés megsérti a jogok és szabadságok kanadai chartájának 3. szakaszát és így azt hatályon kívül helyezték.
A választási részvétel évtizedek óta egyenletesen csökken. Bár a részvétel a 2006-os szövetségi választás alkalmával 4%-kal nőtt, a következő választás újra a csökkenő tendencia visszatérését mutatta.  Jelenleg a szavazásra regisztrált választók körülbelül 60%-a vesz részt a szövetségi választásokon, de ez a részvétel nem haladja meg a részvételre jogosult felnőtt lakosság felét.
A legutolsó szövetségi választást 2008. október 14-én tartották.

## A választási kampányok hossza
A választási kampányok hossza változó lehet, de a Canada Elections Act 36 napban állapítja meg annak minimális hosszát. A kampány maximális hosszára nincs explicit követelmény de a charta 5. szakasza alapján a Parlament köteles minden tizenkét hónapban legalább egyszer ülésezni, így a kampánynak időben be kellene fejeződnie hogy a képviselők összehívása megtörténhessen és a Parlament ülését össze lehessen hívni az előző üléstől számított egy éven belül. A szövetségi választást egy hétfői napra kell kiírni (vagy keddre ha az adott hétfő törvényes ünnepnap).
A leghosszabb kampány 74 napig tartott az 1926-os választás előtt volt a King-Byng ügyet követően. A 36 napos minimum törvénybe iktatása előtt hat választás volt rövidebb kampányidőszakkal. Az utolsó közülük 1904-ben volt évtizedekkel az időkorlát felállítása előtt.
A gyakorlatban a miniszterelnök általában igyekszik a kampányt a lehetséges legrövidebbre időzíteni, mert a pártköltekezést szigorúan korlátozza a választási törvény, mely nem tartalmaz nagyobb költekezést engedélyező kitételt hosszabb kampányok esetére. Az 1997-es, 2000-es és 2004-es választások kampánya mind 36 napos volt amely ahhoz a gyakori tévedéshez vezetett, hogy a 36 nap a kötelezően megszabott hossz. Azonban 1997 előtt a kampányok hosszának átlaga sokkal nagyobb volt, leszámítva a 47 napos kampányt 1997-ben a legrövidebb kampány a második világháború után és 1997 előtt 57 napos volt, míg több kampányidőszak hossza meghaladta a 60 napot is.

## Fordítás
- Ez a szócikk részben vagy egészben az  Elections in Canada című angol Wikipédia-szócikk ezen változatának fordításán alapul.  Az eredeti cikk szerkesztőit annak laptörténete sorolja fel. Ez a jelzés csupán a megfogalmazás eredetét és a szerzői jogokat jelzi, nem szolgál a cikkben szereplő információk forrásmegjelöléseként.

## Külső hivatkozások
- Maple Leaf Web–Political Education Website
- Adam Carr's Election Archive
- Pollingreport.ca
- Nodice.ca–Complete Coverage of Federal, Provincial and Territorial Elections in Canada
- CBC Digital Archives–Voting in Canada: How a Privilege Became a Right
- CBC Digital Archives–Campaigning for Canada
- Predicting the 2006 Canadian Election
- U.S. State Department estimates of Canadian elections